# Mohamed Deroukdal
Mohamed Deroukdal (en arabe : محمد دروكدال) est un footballeur algérien né le 2 décembre 1980 à Kouba dans la wilaya d'Alger. Il évoluait au poste de défenseur.

## Biographie
Mohamed Deroukdal évolue en première division algérienne avec les clubs du Paradou AC, de l'OMR El Anasser, et de l'USM Blida. Il dispute un total de 60 matchs en première division, sans inscrire de but.

## Palmarès
Paradou AC
- Championnat d'Algérie D2
  - Vice-champion : 2004-05.